# Tylice (powiat brodnicki)
Tylice – wieś w Polsce położona w województwie kujawsko-pomorskim, w powiecie brodnickim, w gminie Bobrowo.

## Podział administracyjny
W latach 1975–1998 miejscowość należała administracyjnie do województwa toruńskiego.

## Demografia
Według Narodowego Spisu Powszechnego (III 2011 r.) liczyły 234 mieszkańców. Są trzynastą co do wielkości miejscowością gminy Bobrowo.